# Perotrochus quoyanus
Perotrochus quoyanus är en snäckart som först beskrevs av P. Fischer och Bernardi 1856.  Perotrochus quoyanus ingår i släktet Perotrochus och familjen Pleurotomariidae. Inga underarter finns listade i Catalogue of Life.